# Külzbach
Der Külzbach ist ein knapp 14 km langer rechter Nebenbach des Simmerbachs in Rheinland-Pfalz, er fließt von Norden nach Süden.

## Geographie
Der Bach entspringt in etwa 500 m Höhe im Hunsrück und entsteht durch den Zusammenfluss mehrerer Quellarme, die von der wenige Kilometer entfernten Wasserscheide zwischen Kastellaun und Bell herabfließen.

Zum einen der zwischen Hasselbach und Spesenroth herabrinnende Gimbach und auf der Südseite von Hasselbach der aus Richtung Hundheim kommende Hundheimer Bach (genannt Donau).

Er durchfließt ein breites Tal, in dem die Orte Alterkülz, Neuerkirch, Külz, Keidelheim und Kümbdchen liegen. Nach ca. zwölf Kilometern mündet er als rechter Nebenbach in den Simmerbach bei Simmern.

## Geschichte
Das Wasser des Külzbachs wurde bis zum 19. Jahrhundert genutzt, um die Bodenschätze der Blei- und Zinkgrube Eid zwischen Alterkülz und Neuerkirch zu verhütten.
Am Freitag, dem 16. Mai 1975 ging westlich von Hundheim (Bell, Hunsrück) nach einem Wolkenbruch so viel Regen nieder, dass der Ort Hundheim innerhalb weniger Minuten zu zwei Dritteln überflutet war. Als Folge des in Richtung des Külzbachs ablaufenden Wassers wurden Brücken unterspült, in Alterkülz kamen mehrere Tausend Hühner eines Zuchtbetriebes ums Leben, in Neuerkirch watete der Besitzer eines Jahrmarktfahrbetriebes, der anlässlich der bevorstehenden Pfingstkirmes angereist war, bis zur Brust im Wasser und versuchte verzweifelt seine Anlagen zu schützen.

## Flora und Fauna
Der Külzbach fließt durch extensiv genutzte Talwiesen, am Ufer stehen vor allem Weiden und Erlen, die heute kaum noch wirtschaftlich genutzt werden. 
Graureiher und Stockenten sind die häufigsten Wasservögel im Bachtal.

## Touristisches
Der Külzbach ist mit einem Kanu nur nach der Schneeschmelze und nach schweren Regenfällen befahrbar.
Zwischen Simmern und  Hasselbach verläuft der Schinderhannes-Radweg parallel zum Külzbach.